# Une maison de poupée (film, 1956)
Pour les articles homonymes, voir Maison de poupée (homonymie).
Ne pas confondre avec la pièce Une maison de poupée d'Henrik Ibsen.
Pour plus de détails, voir Fiche technique et Distribution.
Une maison de poupée (Ett dockhem) est un film suédois réalisé par Anders Henrikson, sorti en 1956.

## Fiche technique
- Titre : Une maison de poupée
- Titre original : Ett dockhem
- Réalisation : Anders Henrikson
- Scénario : Kathrine Aurell et Tage Aurell (en) d'après le roman éponyme d'August Strindberg
- Photographie : Karl-Erik Alberts
- Montage : Wic Kjellin (en)
- Musique : Harry Arnold (en)
- Pays d'origine : Suède
- Format : Noir et blanc - 1,37:1 - Mono
- Genre : drame
- Durée : 78 minutes
- Date de sortie : 1956

## Distribution
- Mai Zetterling : Gurli Pall
- Gunnel Broström (en) : Ottilia Sandegren
- George Fant : Wilhelm Pall
- Hjördis Petterson : la mère de Gurli
- Torsten Lilliecrona (en) : Physicien

Acteurs non crédités
- Einar Axelsson : le commissaire de guerre
- Axel Högel (en)
- Anders Henrikson : le narrateur